# Empoasca georgii
Empoasca georgii är en insektsart som beskrevs av Irena Dworakowska 1976. Empoasca georgii ingår i släktet Empoasca och familjen dvärgstritar.
Artens utbredningsområde är Nigeria. Inga underarter finns listade i Catalogue of Life.